# Бузина, Анна Сергеевна
Анна Сергеевна Бузина (род. 6 сентября 1989) — российская самбистка и дзюдоистка, призёр чемпионата России по самбо, мастер спорта России.

## Спортивные результаты
- Первенство России по дзюдо среди юниоров 2008 года — ;
- Чемпионат ДВФО по дзюдо 2012 года — [1];
- Чемпионат ДВФО по дзюдо 2013 года — [2];
- Чемпионат ДВФО по дзюдо 2014 года — [3];
- Чемпионат России по самбо 2015 года — ;